# نیوپورت سنتر
نیوپورت سنتر (به انگلیسی: Newport Center) یک منطقهٔ مسکونی در ایالات متحده آمریکا است که در نیوپورت بیچ، کالیفرنیا واقع شده‌است.

## نگارخانه

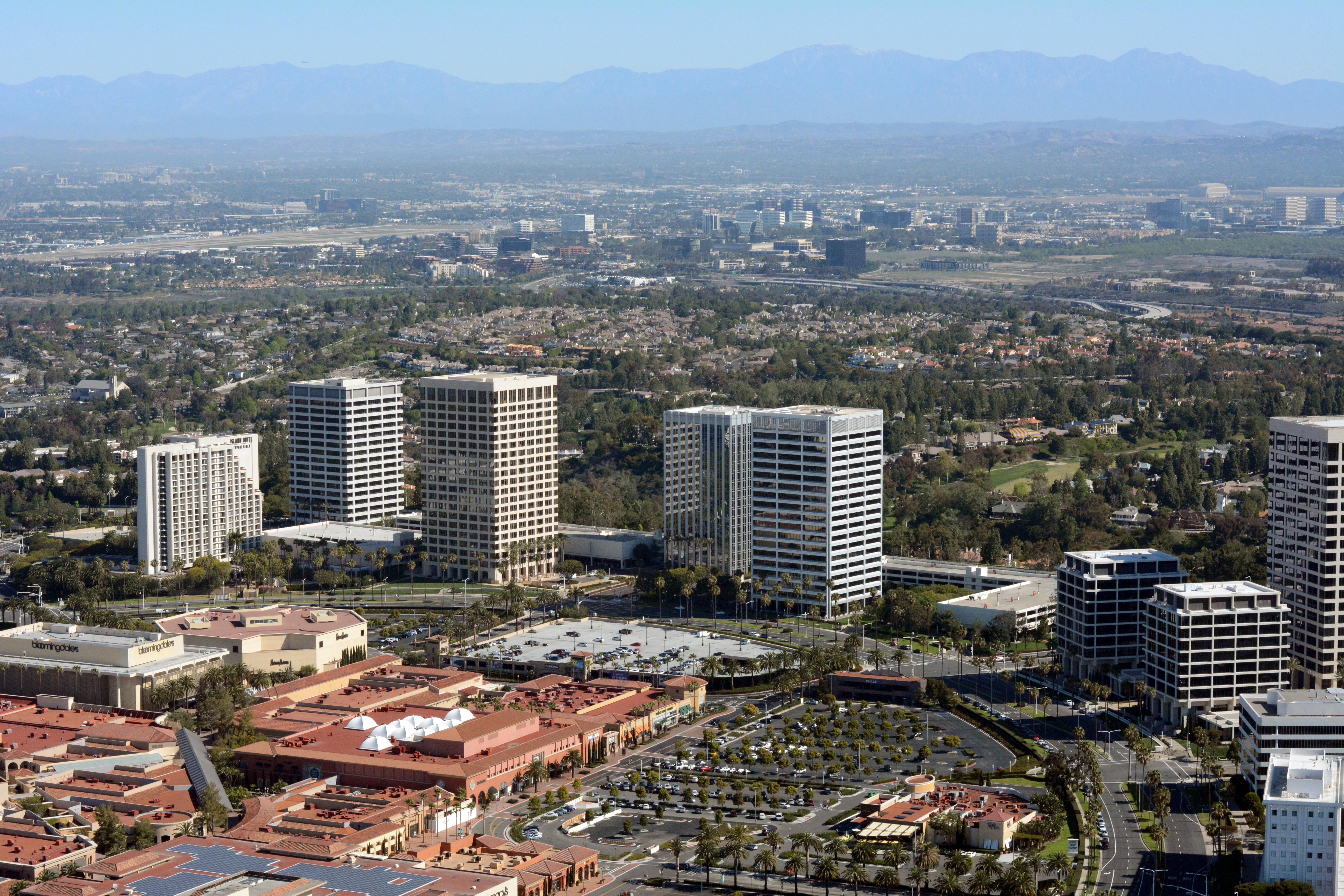
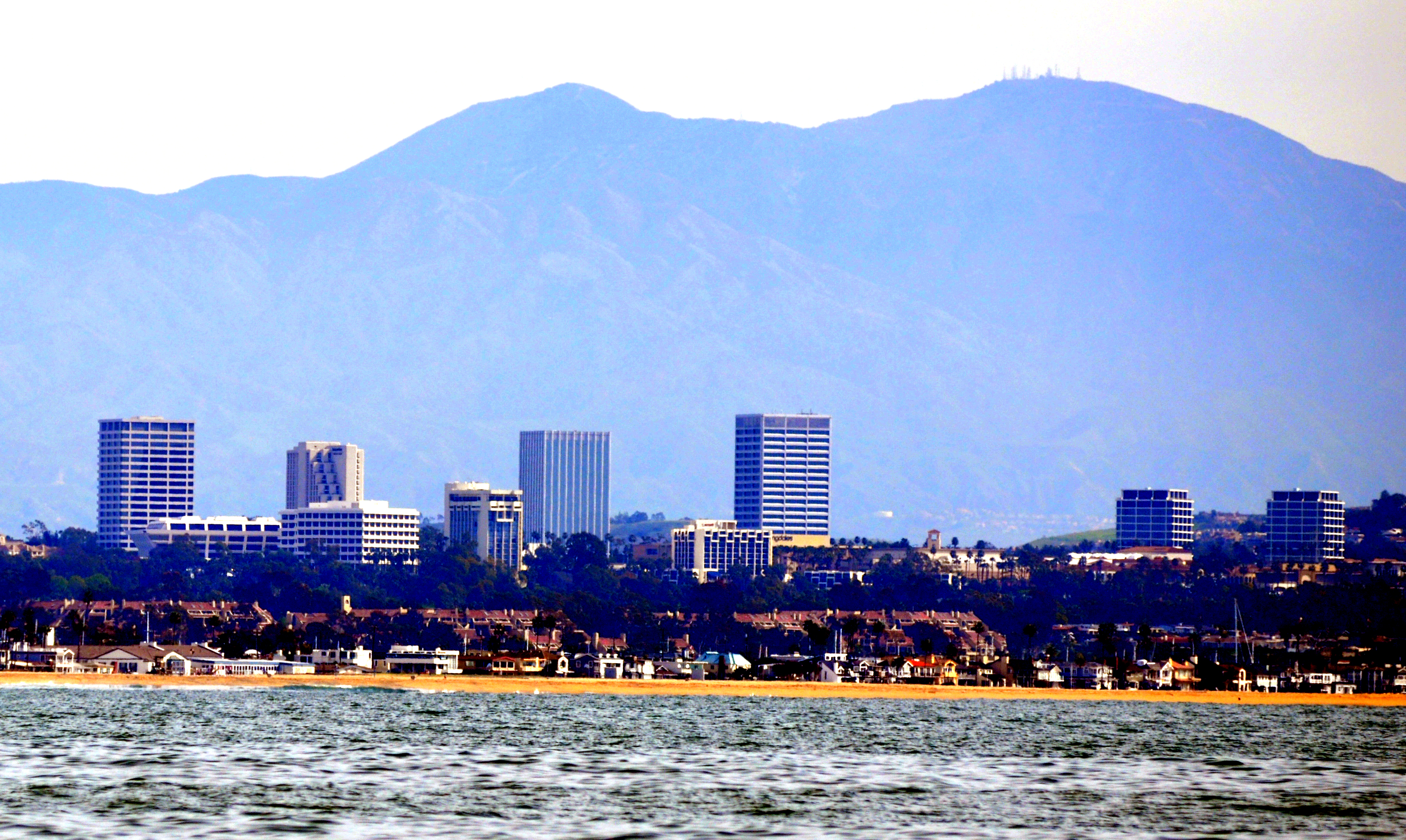
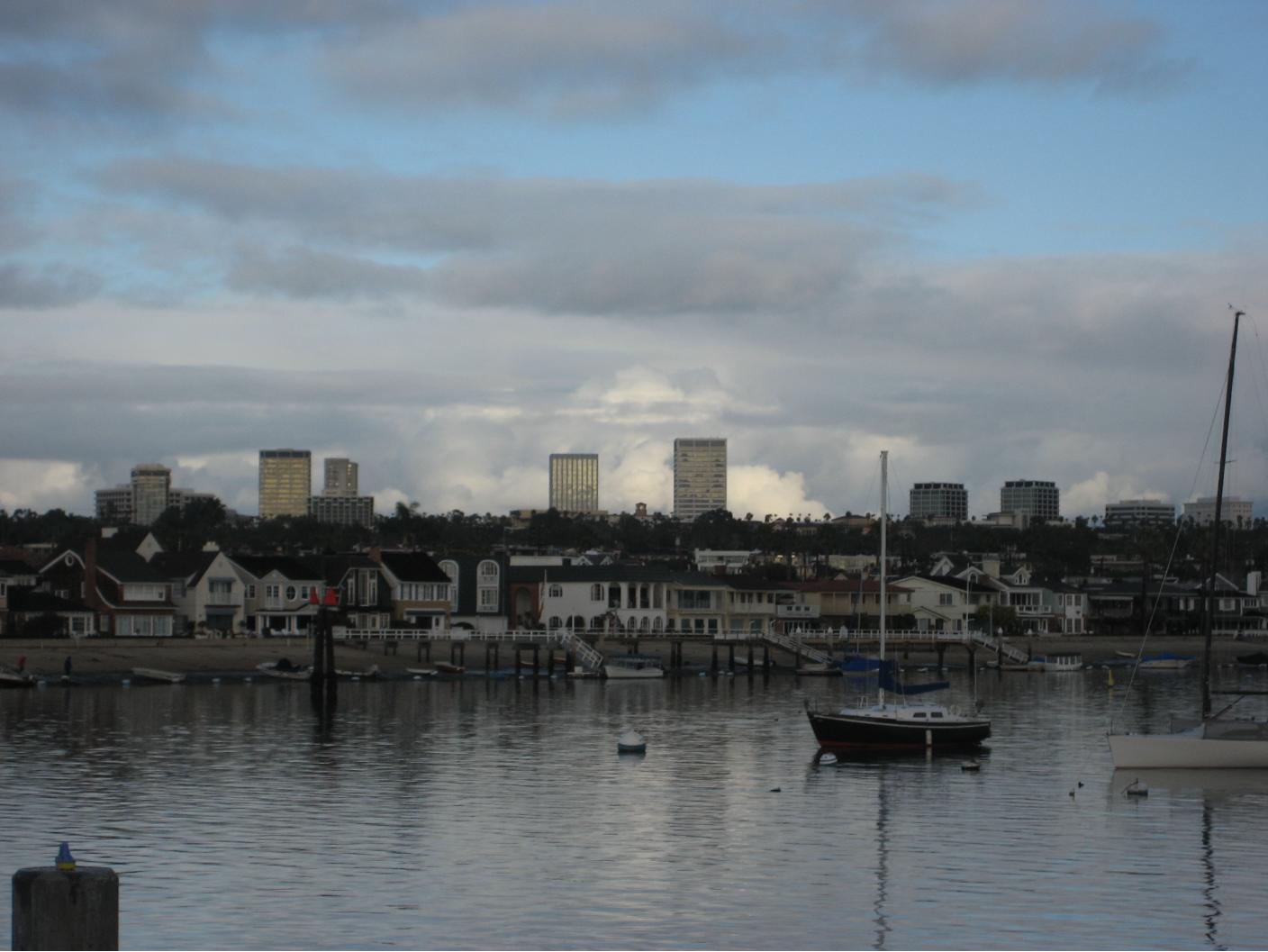
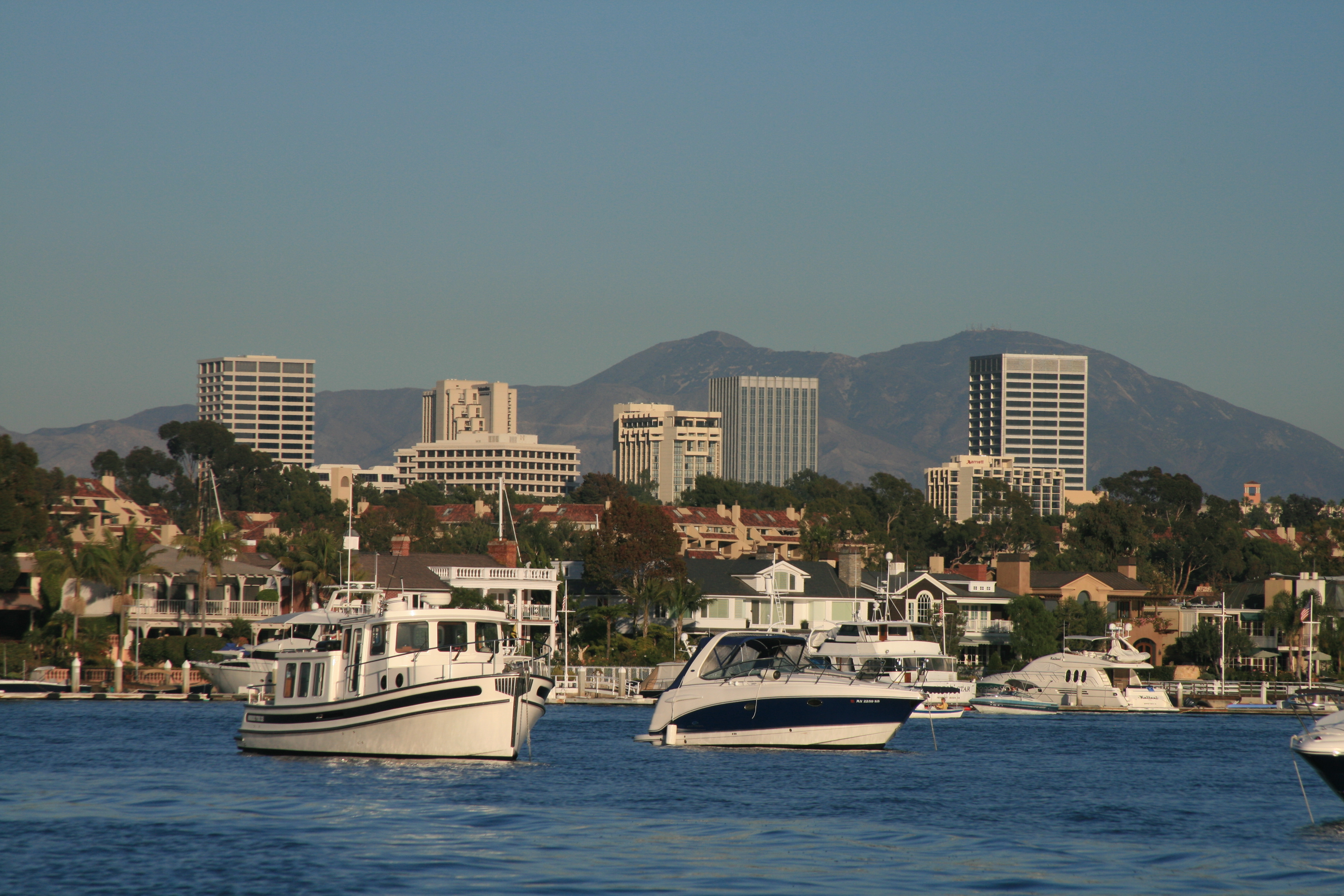
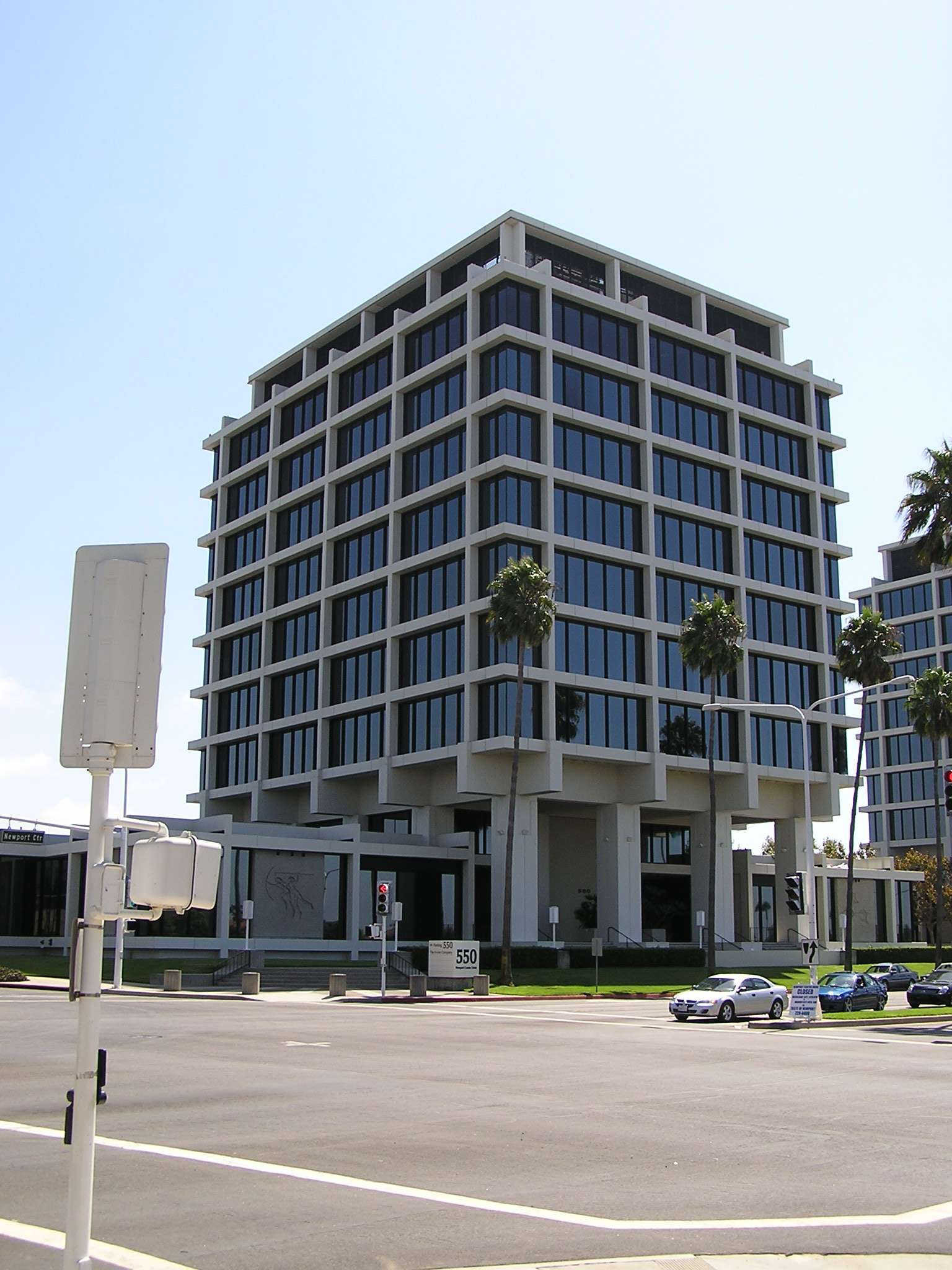
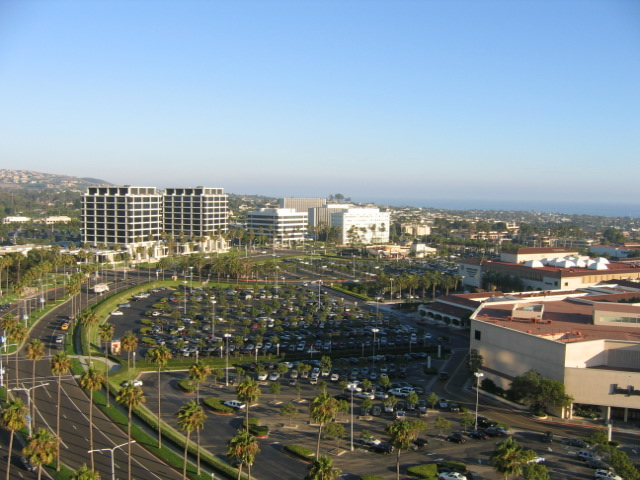
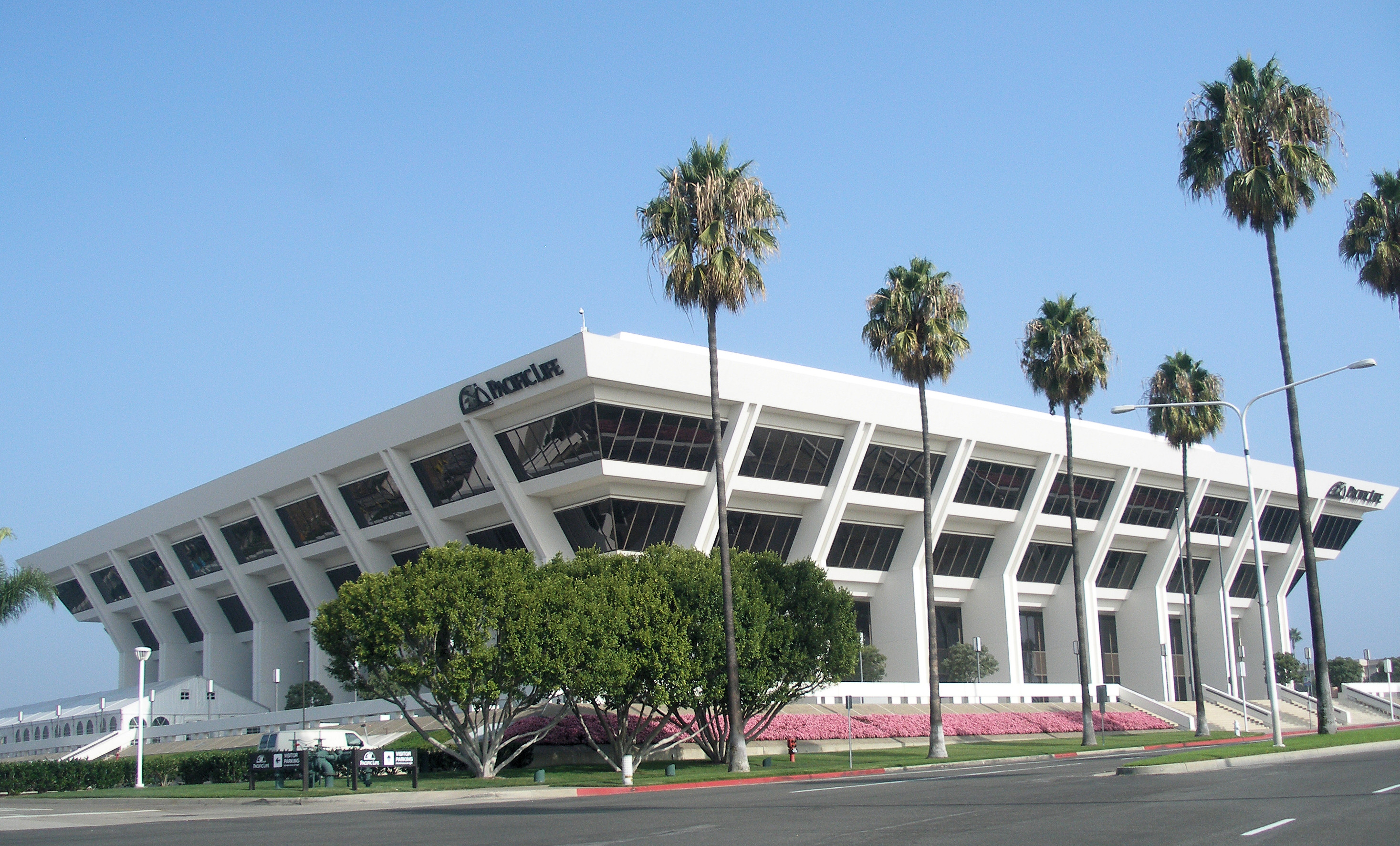